# 沃尔米斯山麓圣马丁
沃尔米斯山麓圣马丁（德語：Sankt Martin am Wöllmißberg）是奥地利施泰尔马克州福伊茨贝格县的一个市镇。总面积25.6平方公里，总人口873人，人口密度34.1人/平方公里（2005年）。